# SHA-3
SHA-3 (Secure Hash Algorithm 3) è membro della famiglia di standard Secure Hash Algorithm, pubblicato dal NIST il 5 agosto 2015. Il codice sorgente dell'Implementazione di riferimento è nel pubblico dominio via CC0 waiver..
SHA-3 è un sottoinsieme della famiglia di primitive crittografiche Keccak (ˈkɛtʃæk, o ˈkɛtʃɑːk),progettato da Guido Bertoni, Joan Daemen, Michaël Peeters, e Gilles Van Assche, costruito su RadioGatún.  Gli autori di Keccak hanno proposto usi aggiuntivi per la funzione e non ancora standardizzati dal NIST; tra cui il Cifrario a flusso e 
un sistema di criptazione autenticata, e per certe architetture uno schema ad albero di Hash per velocizzare i processi e un AEAD Keyak e Ketje.